# Aiguilles de Trélatête
L'Aiguilles de Trélatête (pron. fr. AFI: [eɡɥij de tʁelatɛt]; detta anche Tré-la-Tête) è una montagna di roccia e ghiaccio posta sul confine italo-francese nelle Alpi del Monte Bianco (Massiccio di Trélatête). La cima principale si trova esclusivamente in territorio italiano.

## Descrizione
È composta da quattro cime:
- la settentrionale o Tête Blanche (3.884 m s.l.m.),
- la centrale (3.908 m),
- la meridionale (3.920 m),
- la orientale (3.892 m).

Le ultime due cime si staccano dalla linea di cresta di confine formando una cresta secondaria verso sud-est che discende in territorio italiano con la cima del Petit Mont Blanc.
La cima più alta ospitò l’antenna di Radio Mont Blanc, con sede a Sarre, ora completamente smantellata.

## Prima ascensione
La prima ascensione dell'Aiguille Orientale e Meridionale fu compiuta il 12 luglio 1864 da Anthony Adams Reilly e Edward Whymper con le guide Michel Croz, Michel Payot e Henri Charlet.
La prima salita dell'Aiguille Settentrionale fu realizzata il 23 luglio 1870 da Adolphus Warburton Moore e Horace Walker con le guide Jakob Anderegg e Johann Jaun.
La prima ascensione dell'Aiguille Centrale fu compiuta l'8 agosto 1878 da Martino Baretti con le guide Jean-Joseph Maquignaz, Augusto e Vittorio Sibille.